# Línea San Gabriel-Alicante Benalúa
La línea San Gabriel-Alicante Benalúa fue un ramal de 1,7 kilómetros de longitud perteneciente a la red ferroviaria española. Se trataba de una línea de ancho ibérico, en vía única y sin electrificar. Siguiendo la catalogación de Adif, era la «línea 334».
Construida originalmente por la Compañía de los Ferrocarriles Andaluces como parte de la línea Murcia-Alicante, con posterioridad se desgajó de esta y se convirtió en un ramal con entidad propia al convertirse la estación de Alicante-Término en el final de dicha línea. Desde 2005 el ente público Adif fue el titular de todas las instalaciones. En la declaración de red de Adif de 2020 la línea quedó fuera de servicio al haber causado baja la estación de Alicante-Benalúa.